# إلين بورغ
إلين بورغ (بالسويدية: Elin Borg)‏ هي لاعبة كرة قدم سويدية، ولدت في 27 فبراير 1990 في ستوكهولم في السويد. لعبت مع Kristianstads DFF ‏.

## وصلات خارجية
- إلين بورغ على موقع قاعدة بيانات كرة القدم.إي يو (الإنجليزية)
- إلين بورغ على موقع Soccerway.com (الإنجليزية)